# René Thom
René Thom (n. 2 septembrie 1923, Montbéliard, Franche-Comté⁠(d), Franța – d. 25 octombrie 2002, Bures-sur-Yvette, Île-de-France, Franța) a fost un matematician și epistemolog francez. Este cunoscut în special pentru contribuțiile sale la topologia diferențială, în cadrul căreia a dezvoltat teoria singularităților și a elaborat teoria catastrofelor. A fost distins cu Medalia Fields în 1958.